# Нико није савршен (филм)
„Нико није савршен” је југословенски телевизијски филм из 1993. године. Режирао га је Дејан Ћорковић а сценарио је написао Бранислав Ђуричић.

## Радња
Комедија о новом слоју пословних људи који имају све што је потребно успешном пословном човеку, али скоро никад немају и одговарајући педигре, односно порекло које ви одговарало уз место које сада заузимају у друштву. Како доћи до угледних родитеља него уз помоћ новца, куповином порекла, као што се и све остало купује у друштву у транзицији. С друге стране су они који имају тражени педигре, образовање и отмено понашање али немају новац.

## Улоге
| Глумац                     | Улога            |
| -------------------------- | ---------------- |
| Милена Дравић              | Марица / Мари    |
| Властимир Ђуза Стојиљковић | Петар / Пјер     |
| Светислав Гонцић           | Туфегџић / Мишел |
| Бранка Катић               | Хортензија       |
| Миливоје Томић             | Филип, теча      |
| Љубица Ковић               | Јулијана, тетка  |
| Милутин Бутковић           | Шуменковић       |